# Thaeme
Thaeme Fernanda Mariôto Elias, mais conhecida como Thaeme (Presidente Prudente, 4 de outubro de 1985), é uma cantora brasileira.. É a voz principal da dupla Thaeme & Thiago. Ficou conhecida após vencer a segunda temporada do programa Ídolos, na época exibido no SBT.

A cantora passou os últimos anos batalhando na carreira e contando sempre com o apoio de seus fãs. Atualmente a cantora faz parte da F&S Produções Artísticas, da dupla sertaneja Fernando & Sorocaba e lançou um CD promocional com o cantor e compositor Zé Servo, agora conhecido como Thiago.  A divertida música "Barraco" e a música que já é sucesso "Ai Que Dó" são os carros-chefe desse novo trabalho, a dupla Thaeme e Thiago, lançada no inicio de 2011.  O DVD foi lançado no início de 2012, dando início a divulgação nacional da dupla, que já conquistou milhares de fãs por todo o Brasil.

## Carreira
Nascida em Presidente Prudente, mas criada na cidade de Jaguapitã, no interior do Paraná, Thaeme começou a cantar ainda criança no coral de uma das igrejas da cidade e nunca mais parou. Fez dupla com sua irmã Priscilla, e se apresentou em vários programas de TV e rádio, entre eles o quadro “Talento Kids” do programa Eliana e Alegria (Record). A cantora integrou as bandas Segunda Edição (pop/rock), Garcia Banda Show, Tacos e Tequila (pop/rock), Buquê de Pedra (pop/rock) e Banda Link. Em sua trajetória musical, Thaeme conta com participação especial em shows de renomados artistas, entre eles, o cantor Daniel e a conterrânea paranaense Patrícia Lissah (grupo Rouge).
Thaeme participou do DVD da dupla Fernando & Sorocaba, "Bola de Cristal" com a música 6 de janeiro de 2003, dando início a uma nova fase na sua carreira.
Thaeme venceu mais de 15 mil candidatos no reality show musical Ídolos do SBT em 2007, e assim assinou um contrato com a gravadora Sony BMG e ganhou um carro. Seu primeiro single, "Rotina" foi lançado no dia 16 de agosto de 2007, na final do reality show. Logo após ser consagrada “o novo Ídolo do Brasil”, lançou no dia 1 de outubro do mesmo ano o CD Zero com cinco faixas  (4 versões de estúdio das músicas cantadas no programa e "Rotina") que fizeram parte de seu repertório no programa. 
Seu primeiro CD foi lançado no dia 5 de dezembro de 2007 e se chama Tudo Certo. Além da música que intitulou o CD ("Tudo Certo"), o álbum teve canções de destaque como "Antes do Fim", que foi trilha sonora da novela Amor e Intrigas, "Ironia" música de autoria da cantora e canção do primeiro clipe da carreira de Thaeme, além das regravações "Por Onde Andei" de Nando Reis e "Só Fala em Mim" de Ana Carolina. Em menos de uma semana, a primeira tiragem do CD se esgotou em todas as lojas virtuais.
Tornou-se apresentadora do programa Viver Sustentável na Rede Vida, participou de programas de TV, lançou o single "Até os Anjos Choram" ao lado do rapper Helião no programa Astros do SBT, no qual também foi jurada, lançou o projeto Thaeme90 apresentando shows com sucessos da década de 1990, estudou teatro na Escola Wolf Maya e fez parte de bandas tocando em diversos eventos pelo país. 

### Thaeme e Thiago
Em 2011 formou a dupla Thaeme & Thiago. O primeiro álbum da dupla lançado no mesmo ano, fez muito sucesso com as músicas "Ai Que Dó" e "Perdeu". Em 30 de novembro do mesmo ano, a dupla gravou seu primeiro DVD, na cidade de Londrina, com participações de Fernando & Sorocaba, Gusttavo Lima e Cristiano Araújo.

### Rompimento Thaeme e Thiago
No dia 3 de outubro de 2013, José Lazaro Servo decidiu se desligar da dupla por "falta de afinidade musical". A informação foi divulgada no site oficial da dupla. A cantora dizia que vai seguir com o "projeto Thaeme e Thiago".O primeiro parceiro, que usa o nome Thiago Servo, também dizia continuar no mercado sertanejo, com outra dupla ainda não divulgada. A dupla com a formação original ainda vai cumprir toda a agenda de shows até a separação, disse a assessoria.
"A separação é consequência de uma recente falta de afinidade musical, já que Thiago pretende investir em composições que abordam assuntos mais voltados para o universo masculino"
Atualmente, desde anuncio da saída de Thiago Servo, Thaeme conta com seu parceiro Guilherme Bertoldo (ex vocalista do Grupo Tradição), o qual assumiu o nome artístico Thiago. Com a nova formação, a dupla lançou 2 DVDs (Novos Tempos ao Vivo em São Paulo em 2014 e Ethernize ao Vivo em Curitiba 2015) que já é sucesso em todo Brasil. Contam com sucessos como: "O que acontece na balada", "Coração Apertado", "Bem Feito", "Pra ter você aqui" e "Nunca foi ex".
No ano de 2015, passou a integrar o elenco do Saltibum, onde enfrentou uma final ao lado de Priscila Fantin, e ficando com o segundo lugar na competição.

## Discografia

### CDs
| Ano  | CD              | Observação      |
| ---- | --------------- | --------------- |
| 2003 | Link            | Banda Link      |
| 2007 | Tudo Certo      | Solo            |
| 2011 | Thaeme & Thiago | Thaeme & Thiago |
| 2013 | Perto de Mim    | Thaeme & Thiago |

### EPs
| Ano  | EP                | Observação      |
| ---- | ----------------- | --------------- |
| 2007 | CD Zero - Thaeme  | Solo            |
| 2014 | Novos Tempos (EP) | Thaeme & Thiago |

### Singles

#### Singlessolo
| Ano  | Título                                    | Álbum      |
| ---- | ----------------------------------------- | ---------- |
| 2007 | Rotina                                    | Tudo Certo |
| 2008 | Tudo Certo                                | Tudo Certo |
| 2008 | Ironia                                    | Tudo Certo |
| 2009 | Votar Atrás                               | Sem Álbum  |
| 2009 | Até Os Anjos Choram (Part. Helião do RZO) | Sem Álbum  |
| 2011 | Barraco                                   | Sem Álbum  |

#### SinglesThaeme & Thiago
| Ano  | Título                                  | Melhor posição | Álbum                  |
| Ano  | Título                                  | BRA            | Álbum                  |
| ---- | --------------------------------------- | -------------- | ---------------------- |
| 2011 | Ai Que Dó                               | 74             | Thaeme e Thiago        |
| 2012 | Tcha Tcha Tcha (part. Cristiano Araújo) | 34             | Ao Vivo Em Londrina    |
| 2012 | 365 Dias                                | 20             | Ao Vivo Em Londrina    |
| 2012 | Hoje Não (Part. Luan Santana)           | 12             | Perto de Mim           |
| 2013 | Deserto                                 | 7              | Perto de Mim           |
| 2013 | Perto de Mim                            | 14             | Perto de Mim           |
| 2013 | Cafajeste                               | 13             | Novos Tempos (EP)      |
| 2014 | CD's e Livros                           | 8              | Novos Tempos - Ao Vivo |
| 2014 | Coração Apertado                        | 3              | Novos Tempos - Ao Vivo |
| 2015 | O Que Acontece na Balada                | 4              | Novos Tempos - Ao Vivo |
| 2015 | Bem Feito                               | 5              | Ethernize - Ao Vivo    |
| 2016 | Fica Louca (Part. Gusttavo Lima)        | 18             | Ethernize - Ao Vivo    |
| 2016 | Pra Ter Você Aqui                       | 1              | Ethernize - Ao Vivo    |

#### SinglesPromocionais Thaeme & Thiago
| Ano  | Título                         | Álbum             |
| ---- | ------------------------------ | ----------------- |
| 2012 | Sinto Saudade                  | Perto de Mim      |
| 2013 | Foi Daquele Jeito              | Sem Álbum         |
| 2013 | 100% Louco (Part. Lucas Lucco) | Sem Álbum         |
| 2014 | Inseguros                      | Novos Tempos (EP) |

### Trilhas Sonoras
| Ano  | Título                                                      | Novela                   |
| ---- | ----------------------------------------------------------- | ------------------------ |
| 2007 | "Na Guerra e Na Paz" part. Shirley Carvalho e Lenny Bellard | Amigas e Rivais          |
| 2007 | "Rotina"                                                    | Amigas e Rivais          |
| 2007 | "Antes do Fim"                                              | Amor e Intrigas          |
| 2009 | "Over the Rainbow"                                          | Vende-se Um Véu de Noiva |
| 2013 | "O Brilho Dessa Estrela"                                    | Gaby Estrella            |

### Outras Aparições
| Ano  | Título                 | Parceria                           |
| ---- | ---------------------- | ---------------------------------- |
| 2010 | "6 de Janeiro de 2003" | Fernando e Sorocaba part. Thaeme   |
| 2012 | "Vou Te Trair"         | Rominho part. Thaeme & Thiago      |
| 2014 | "Acho Que Não"         | Tchê Garotos part. Thaeme & Thiago |

## Vida Pessoal
É casada desde 2015, com o empresário artístico Fábio Elias, mais conhecido como Dalua. Os dois se casaram em duas cerimônias, uma na igreja, em Curitiba e outra na praia, em Cancún, no México.
Em maio de 2018, Thaeme anunciou que estava a espera do seu primeiro filho mas, três dias depois, ela relatou que tinha perdido o bebê por causa de um aborto espontâneo. Mais tarde, revelaram que o bebê era um menina, e que seu nome era Yasmim.
Seis meses depois, em novembro, Thaeme anunciou uma nova gravidez, e revelou que era outra menina nascida em 20/04/2019 e se chama Liz.
Em 2021 nasce a sua segunda filha Ivy.